# Sköns distrikt
Sköns distrikt är ett distrikt i Sundsvalls kommun och Västernorrlands län. Distriktet omfattar bland annat de nordöstra delarna av tätorten Sundsvall (Birsta, Bosvedjan, Haga, Ljustadalen (Johannedal), Ortviken, Skönsberg, Sundsbruk och Tunadal). 

## Tidigare administrativ tillhörighet
Distriktet inrättades 2016 och utgörs av en del av området som Sundsvalls stad omfattade till 1971, delen som före 1965 utgjorde Sköns köping som i sin tur före 1948 utgjorde en del av Sköns socken.
Området motsvarar den omfattning Sköns församling hade 1999/2000.

## Tätorter och småorter
I Sköns distrikt finns en tätort och en småort.

### Tätorter
- Sundsvall (del av)

### Småorter
- Gudmundsbyn (del av)